# Tarn (flod)

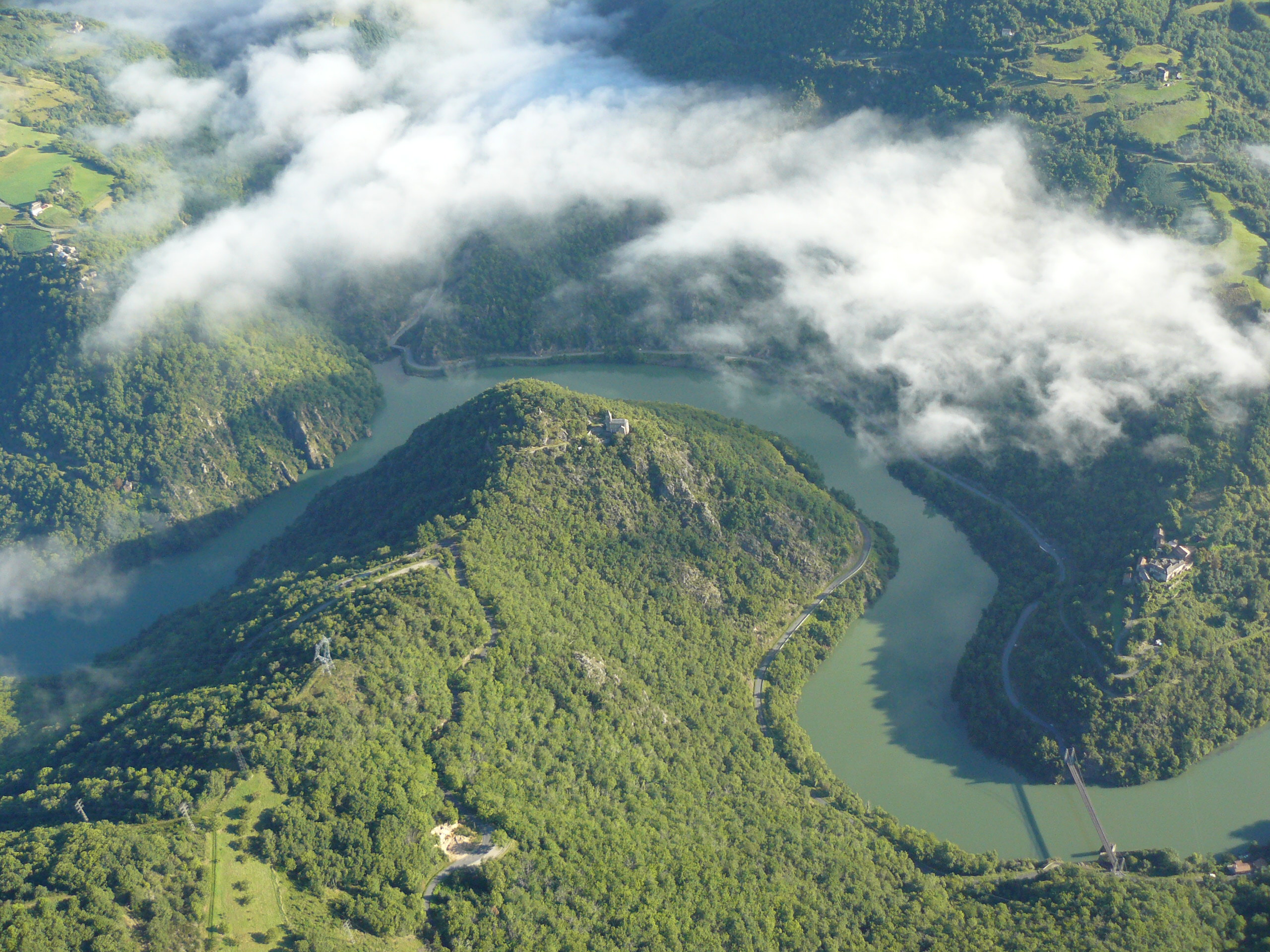
Tarn

Tarn är en flod i södra Frankrike, biflöde till Garonne. Tarn är 381 km lång och har ett avrinningsområde på 15 700 km². Floden är känd för att under långa sträckor skära genom en djup kanjon. Medelflödet en bit före mynningen i Garonne är 233 m³/s sett över hela året, med lägsta flöde i augusti (55 m³/s) och högsta i mars (401 m³/s). Tarns viktigaste biflöde är Aveyron. Även Tarnon är ett biflöde till Tarn.